# Santa Clarita
Santa Clarita, fundada en 1987, es una ciudad del condado de Los Ángeles en el estado estadounidense de California. En 2020 tenía una población de 228 673 habitantes y una densidad poblacional de 1,250 personas por km², siendo una de las localidades de mayor crecimiento poblacional en el Estado de California.
El 15 de diciembre de 1987 se formó de la unión de cuatro ciudades: Saugus, Newhall, Canyon Country y Valencia. En 2005 el Departamento de Finanzas de California estima su población en 167.954 personas.
Posee el CalArts, el Instituto de las Artes de California.

## Geografía
Santa Clarita se encuentra ubicada en las coordenadas 34°25′00″N 118°30′23″O / 34.41667, -118.50639. Según la Oficina del Censo, la ciudad tiene un área total de 147,2 km² (56,8 mi²), de la cual 147,2 km² (56,8 mi²) es tierra y 0,1 km² (0 mi²) (0.04%) es agua.

## Historia
En 1822 la Alta California española, se incluyó en el Primer Imperio mexicano. El 9 de marzo de 1842 se encontró oro en la zona, favoreciendo la inmigración de mineros de Sonora, en un antecedente menor de la fiebre del oro de 1849.

## Clima
Santa Clarita experimenta veranos calurosos y muy secos e inviernos frescos con precipitaciones moderadas. Debido a su proximidad al desierto de Mojave (desierto Alto) y el océano Pacífico, y la amplia gama de elevaciones de la ciudad, los microclimas variados son comunes. Hay un alto grado de variación de temperatura diurna, especialmente en el verano. Según la clasificación climática de Köppen, Santa Clarita experimenta un clima mediterráneo (Csa) de verano caluroso.
Durante el verano, predomina el clima cálido con alta humedad ocasional y acumulaciones de cúmulos sobre el terreno más alto que rodea el valle. Las tormentas eléctricas ocurren ocasionalmente durante las afluencias de humedad monzónica en el verano, así como durante las tormentas del Pacífico en el río atmosférico (río atmosférico) en el invierno. Los meses más cálidos son julio y agosto, aunque las temperaturas de verano pueden ocurrir incluso en mayo y octubre. Durante este tiempo, las temperaturas máximas promedio están en los 90 grados Fahrenheit (32–38 °C), pero pueden subir mucho más de 100 grados Fahrenheit (37,8 °C) durante las olas de calor. Las temperaturas han alcanzado 115 grados Fahrenheit (46,1 °C) tan recientemente como el 6 de septiembre de 2020.
Los inviernos son templados, con temperaturas que caen por debajo del punto de congelación ocasionalmente en las noches claras de invierno. La lluvia cae principalmente de diciembre a marzo; la nieve es rara pero puede caer en pequeñas cantidades durante el invierno. Las nevadas son más comunes en las montañas que rodean la ciudad. Santa Clarita se encuentra dentro de la zona de rusticidad 9b de la planta USDA, a excepción de una pequeña parte del sur de Newhall que se encuentra en la zona 10a.
Las temperaturas promedio de Santa Clarita son más extremas que en el centro de Los Ángeles, pero menos extremas que en Antelope Valley.

### Incendios forestales

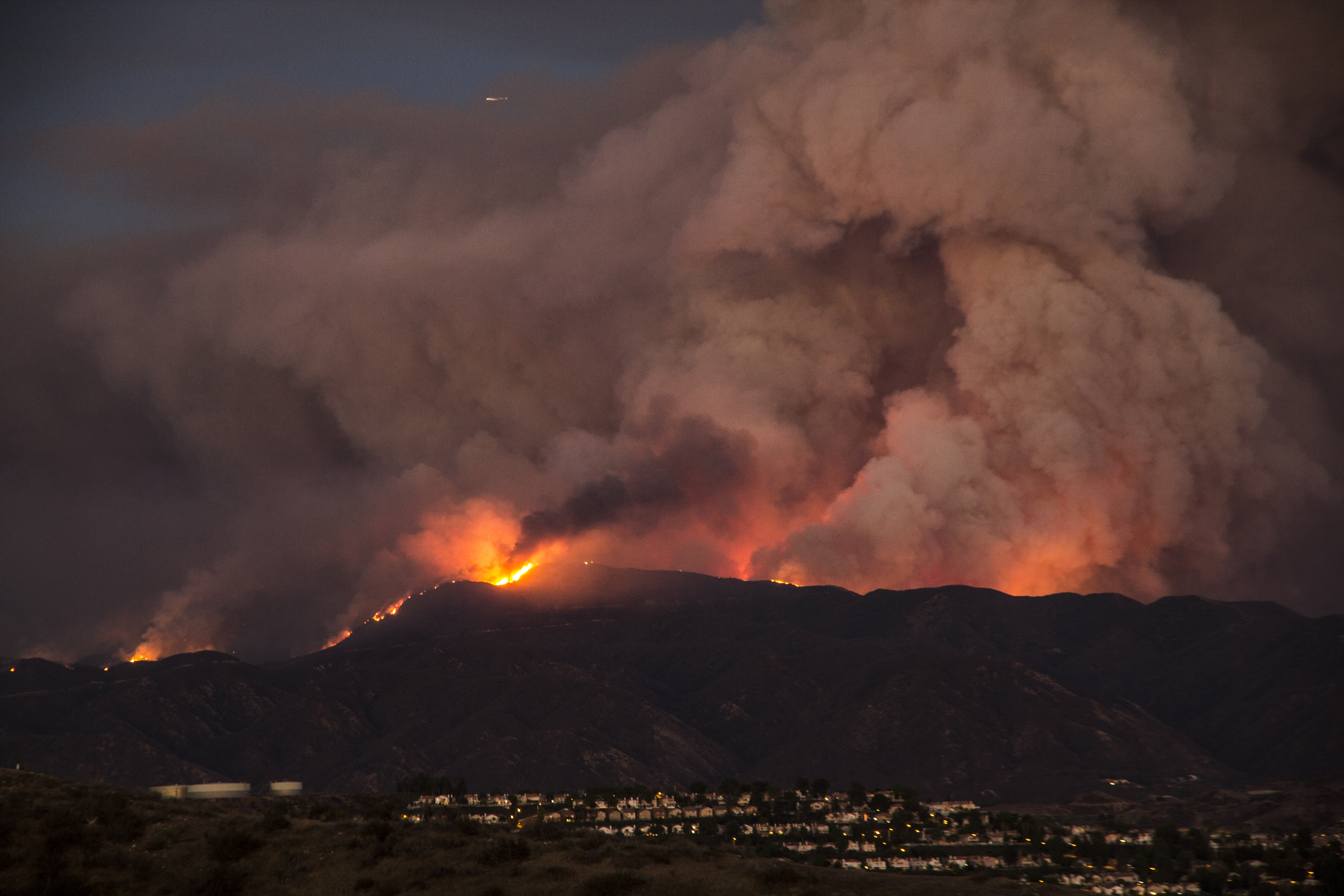
El incendio Sand ardiendo en las estribaciones de la sierra de San Gabriel en 2016. Los incendios forestales de diferentes tamaños ocurren periódicamente alrededor del valle.

Caracterizado por colinas secas cubiertas de maleza y chaparral, Santa Clarita es susceptible a los incendios forestales. Aunque los incendios forestales son más comunes en verano y otoño, pueden ocurrir durante todo el año durante condiciones de sequía, como en diciembre de 2017. El riesgo de incendios forestales es mayor cuando los vientos de Santa Ana soplan a través del área desde el desierto de Mojave.
Los incendios forestales notables en el valle de Santa Clarita incluyen el Incendio Rye, Incendio Buckweed, Incendio Sand y Incendio Tick.

## Ecología
Santa Clarita está situada a lo largo del límite entre las ecorregiónes designada por WWF de la ecorregión salvia y chaparral costero de California al suroeste, y la ecorregión de chaparral y bosques montanos de California al noreste.

## Demografía
Según la Oficina del Censo en 2007 los ingresos medios por hogar en la localidad eran de $79,004, y los ingresos medios por familia eran $91,450. Los hombres tenían unos ingresos medios de $53,769 frente a los $36,835 para las mujeres. La renta per cápita para la localidad era de $26,841. Alrededor del 4.7% de la población estaban por debajo del umbral de pobreza.

## En la cultura popular
Es la ciudad en donde suceden los hechos de la película The Call, estrenada en febrero de 2013.
Además, es donde se desarrolla la serie original de Netflix Santa Clarita Diet, estrenada el 3 de febrero de 2017.
Es la ciudad natal de la cantante, bailarina, modelo y actriz Ruby Rose Turner conocida por su papel en "Coop y Cami"

## Ciudades hermanadas
- Tena, Napo, Ecuador
- Sariaya, Quezon, Filipinas